# ソーゴー東京
株式会社ソーゴー東京は、東京都港区にある関東近郊のコンサート企画・運営を行っている企業である。日本テレビ主催の公開番組の運営を委託しているほか、各種ライブの企画制作運営を行っている。関連会社としてソーゴー大阪がある。